# Alfa Pyxidis
Alfa Pyxidis (α Pyx, α Pyxidis, Alfa Pyx) je hvězdný obr a také nejjasnější hvězda v souhvězdí Kompasu se zdánlivou hvězdnou velikostí 3,68m. Patří do spektrální třídy B1,5III. Je to proměnná hvězda typu Beta Cephei.

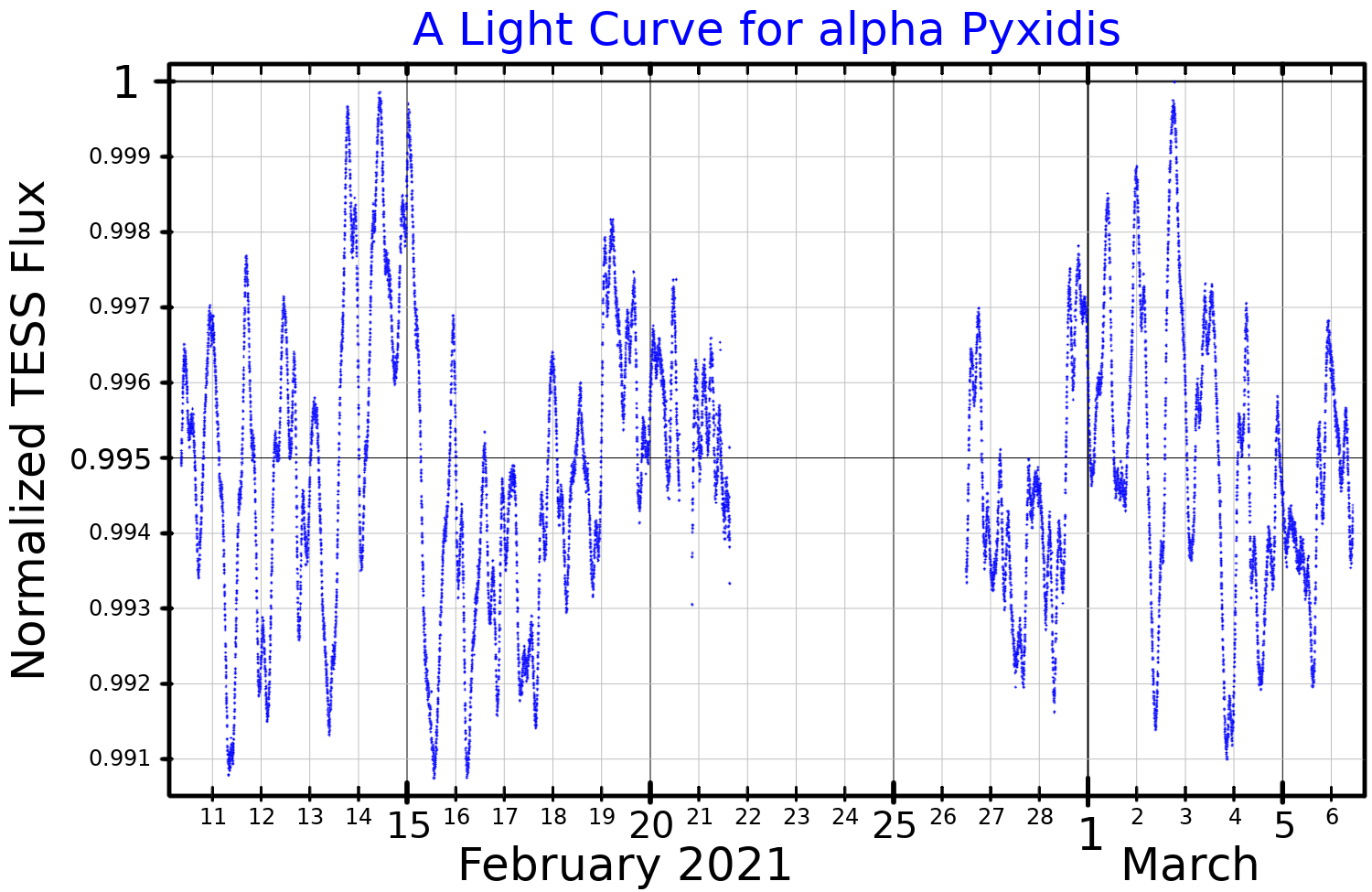
Světelná křivka pro Alpha Pyxidis.

Má více než desetkrát větší hmotnost a šestkrát větší poloměr než Slunce. Povrchová teplota je 24 300 K a hvězda je asi 10 000krát svítivější než Slunce. Očekává se, že hvězdy jako tato, s hmotností větší než 10 hmotností Slunce, ukončí svůj život výbuchem jako supernova.